# Burg Ammerthal
Die Burg Ammerthal, im Mittelalter Amardela genannt, ist eine abgegangene Höhenburg am Rand eines steil nach Südwesten abfallenden Talhanges in Ammerthal im Landkreis Amberg-Sulzbach in Bayern. Die Anlage wird als Bodendenkmal unter der Aktennummer D-3-6536-0004 im Bayernatlas als „befestigte früh- und hochmittelalterliche Siedlung "Amardela"“ geführt.

## Geschichte
Die Burg wurde um 800 durch die Babenberger erbaut und 1003 durch König Heinrich II. während der Schweinfurter Fehde mit Heinrich von Schweinfurt zerstört. Heinrich von Schweinfurt unterwarf sich 1004 wieder dem König und erhielt seine Allodien zurück und so verblieb die Burg weiter im Besitz der Grafen von Schweinfurt. Die Burg Ammerthal wurde wieder aufgebaut; von dem Sohn von Heinrich, Otto, hieß es in der Kastler Reimchronik er habe seinen Sitz in Ammerthal gehabt. Er verstarb ohne männlichem Erben und so erhielt seine Tochter Gisela aus dem reichen Erbe ihres Vaters Ammerthal, das sie durch ihre Verheiratung mit Arnold von Dießen dann an die Grafen von Dießen und Andechs gebracht hat. Ihr 1112 genannter Sohn Friedrich hat mehrere Güter im Ammerthal an das Kloster Kastl gestiftet. Ein Teil von Ammerthal gelangte auf dem Erbweg an Gebhart II. von Sulzbach und dann über seine Erbtochter Sophie durch die Verheiratung mit Gerhard I. von Hirschberg an die Grafen von Hirschberg. Der letzte Hirschberger vererbte Ammerthal an die bayerischen Herzöge Ludwig und Rudolf. Für die beiden stellt König Albrecht 1307 einen Lehenbrief aus, in dem u. a. auch Ammerthal (Amertal castra) explizit genannt ist.
Ammerthal scheint um 1200 an das Ortsadelsgeschlecht der Ammerthaler verlehnt gewesen zu sein. 1227 wird ein Alhoh, Schenk zu Ammerthal, als Zeuge genannt. Er scheint ein Ministeriale der Grafen von Hirschberg gewesen zu sein. Mit seinem Sohn starb dieses ältere Geschlecht der Ammerthaler aus, denn 1293 konnte Gerhard VII. von Hirschberg die Burg wieder verleihen; in Ammerthal erscheint nun Heinrich Truchseß von Ammerthal (1308), dann Wolfhart von Ammerthal (1329) und Hermann von Ammerthal, der 1373 ohne männlichen Erben verstarb. 1401 verlieh Pfalzgraf Ludwig das „Haus Neuen Ammerthal bei Unserer Frauen Kirche, das der selige Ammerthaler innegehabt“, wieder. Die Bezeichnung „Neuen Ammerthal“ lässt den Schluss zu, dass die bei der Frauenkirche wieder errichtete Burg jünger war als die im 12. Jahrhundert errichtete Burg Spitz, die auch Altammerthal genannt wurde. Der Hauptteil von Oberammerthal fiel nun den Schwiegersöhnen des Hermann von Ammerthal zu, von denen sich Erhard Eschenbeck mit seinen Schwagern verglich.
1582 verstarb der letzte Eschenbeck, und der kurpfälzische Teil von Ammerthal fiel heim und wurde dem Hirschauer Pfleger Hans von Schlammersdorf geschenkt. Dieser verkaufte seinen Besitz an Wolf Haller von Raitenbuch, der 1587 auch weitere Höfe in Ammerthal aus dem Eschenbekschen Erbe erwarb und somit ganz Ammerthal in einer Hand vereinigte. Er ließ die herabgekommene Burg abreißen und errichtete 1590 das neue Hofmarkschloss Ammerthal.
Dessen Sohn Kaspar verstarb wieder ohne männliche Erben und so gelangte Ammerthal an Hans Christoph Kronacher, der eine der Hallerschen Töchter geheiratet und die Anteile der anderen erkauft hatte. Nach seinem Tod 1656 verkaufte sein Sohn Hans Siegmund das alte Schloss Altammerthal an den Bürgermeister Johann Miller, sodass wieder zwei Hofmarken entstanden.
1739 kam ganz Ammerthal an den Regierungsrat Marquard Wilhelm von Merz, dann an seine Tochter Christina Sabina, dann um 1750 an Regierungsrat Franz Balthasar von Griesenbeck und 1754 an dessen Erben.

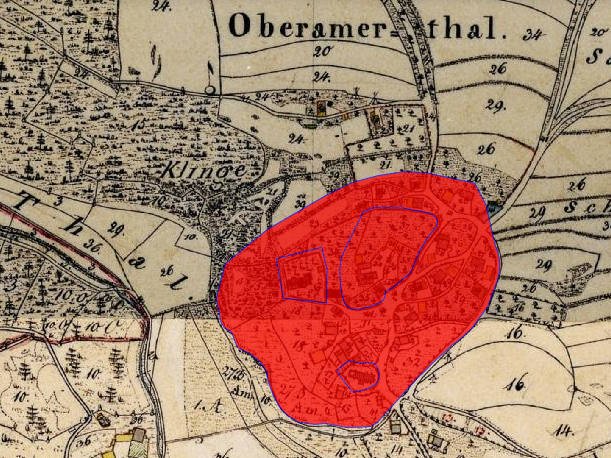
Lageplan von Burg Ammerthal auf dem Urkataster von Bayern

## Baulichkeit
Die Burganlage, von der keine Reste erhalten sind, umfasste die ganze Ortschaft Oberammerthal, sie verfügte über eine Innenfläche von etwa 2,2 Hektar, eine Hauptburg von etwa 2000 Quadratmetern und eine Vorburg von etwa 1,9 Hektar.
Ausgrabungen haben ergeben, dass Teile der Mauern der ehemaligen Burgkapelle für den Bau der Liebfrauenkirche verwendet wurden.